# Aleiodes catherinensis
Aleiodes catherinensis är en stekelart som beskrevs av Fortier 2006. Aleiodes catherinensis ingår i släktet Aleiodes och familjen bracksteklar. Inga underarter finns listade i Catalogue of Life.